# Comuna Albinețul Vechi, Fălești
Comuna Albinețul Vechi este o comună din raionul Fălești, Republica Moldova. Este formată din satele Albinețul Vechi (sat-reședință), Albinețul Nou, Rediul de Jos și Rediul de Sus.

## Demografie
Conform datelor recensământului din 2014, comuna are o populație de 2.423 de locuitori. La recensământul din 2004 erau 2.773 de locuitori.

## Administrație și politică
Componența Consiliului local Albinețul Vechi (11 consilieri), ales la 5 noiembrie 2023, este următoarea:
|  | Partid                                       | Consilieri | Componență | Componență | Componență | Componență | Componență | Componență | Componență |
|  | -------------------------------------------- | ---------- | ---------- | ---------- | ---------- | ---------- | ---------- | ---------- | ---------- |
|  | Partidul Socialiștilor din Republica Moldova | 7          |            |            |            |            |            |            |            |
|  | Partidul Acțiune și Solidaritate             | 1          |            |            |            |            |            |            |            |
|  | Partidul Social Democrat European            | 1          |            |            |            |            |            |            |            |
|  | Partidul Liberal                             | 1          |            |            |            |            |            |            |            |
|  | Candidat independent LEONID ȚARANU           | 1          |            |            |            |            |            |            |            |